# Velzic
Velzic est une commune française, située dans le département du Cantal en région Auvergne-Rhône-Alpes.

## Géographie
La commune de Velzic, traversée par le 45e parallèle nord, est de ce fait située à égale distance du pôle Nord et de l'équateur terrestre (environ 5 000 km).
Velzic est située dans la partie large de la vallée de la Jordanne, à mi-chemin entre Aurillac et Mandailles, à l'altitude de 700 m (vallée), jusqu'à 1 180 mètres.
La commune dispose de plusieurs captages d'eau qui alimentent la ville d'Aurillac.

### Communes limitrophes
Les communes limitrophes sont Laroquevieille, Lascelle, Marmanhac, Polminhac, Saint-Simon et Vic-sur-Cère.
| Laroquevieille |        | Lascelle     |
| Marmanhac      | Velzic | Vic-sur-Cère |
| Saint-Simon    |        | Polminhac    |

### Climat
Pour des articles plus généraux, voir Climat d'Auvergne-Rhône-Alpes et Climat du Cantal.
En 2010, le climat de la commune est de type climat de montagne, selon une étude du CNRS s'appuyant sur une série de données couvrant la période 1971-2000. En 2020, Météo-France publie une typologie des climats de la France métropolitaine dans laquelle la commune est exposée à un climat de montagne ou de marges de montagne et est dans la région climatique  Ouest et nord-ouest du Massif Central, caractérisée par une pluviométrie annuelle de 900 à 1 500 mm, maximale en automne et en hiver. 
Pour la période 1971-2000, la température annuelle moyenne est de 9,1 °C, avec une amplitude thermique annuelle de 15,1 °C. Le cumul annuel moyen de précipitations est de 1 656 mm, avec 14 jours de précipitations en janvier et 8,8 jours en juillet. Pour la période 1991-2020, la température moyenne annuelle observée sur la station météorologique de Météo-France la plus proche, sur la commune de Marmanhac à 5 km à vol d'oiseau, est de 10,6 °C et le cumul annuel moyen de précipitations est de 1 461,7 mm,. Pour l'avenir, les paramètres climatiques de la commune estimés pour 2050 selon différents scénarios d'émission de gaz à effet de serre sont consultables sur un site dédié publié par Météo-France en novembre 2022.

## Urbanisme

### Typologie
Au 1er janvier 2024, Velzic est catégorisée commune rurale à habitat dispersé, selon la nouvelle grille communale de densité à 7 niveaux définie par l'Insee en 2022.
Elle est située hors unité urbaine. Par ailleurs la commune fait partie de l'aire d'attraction d'Aurillac, dont elle est une commune de la couronne,. Cette aire, qui regroupe 85 communes, est catégorisée dans les aires de 50 000 à moins de 200 000 habitants,.

### Occupation des sols
L'occupation des sols de la commune, telle qu'elle ressort de la base de données européenne d’occupation biophysique des sols Corine Land Cover (CLC), est marquée par l'importance des territoires agricoles (53,6 % en 2018), en augmentation par rapport à 1990 (49 %). La répartition détaillée en 2018 est la suivante : 
prairies (47,2 %), forêts (32,4 %), milieux à végétation arbustive et/ou herbacée (11,3 %), zones agricoles hétérogènes (6,4 %), zones urbanisées (2,5 %), zones humides intérieures (0,2 %). L'évolution de l’occupation des sols de la commune et de ses infrastructures peut être observée sur les différentes représentations cartographiques du territoire : la carte de Cassini (XVIIIe siècle), la carte d'état-major (1820-1866) et les cartes ou photos aériennes de l'IGN pour la période actuelle (1950 à aujourd'hui).

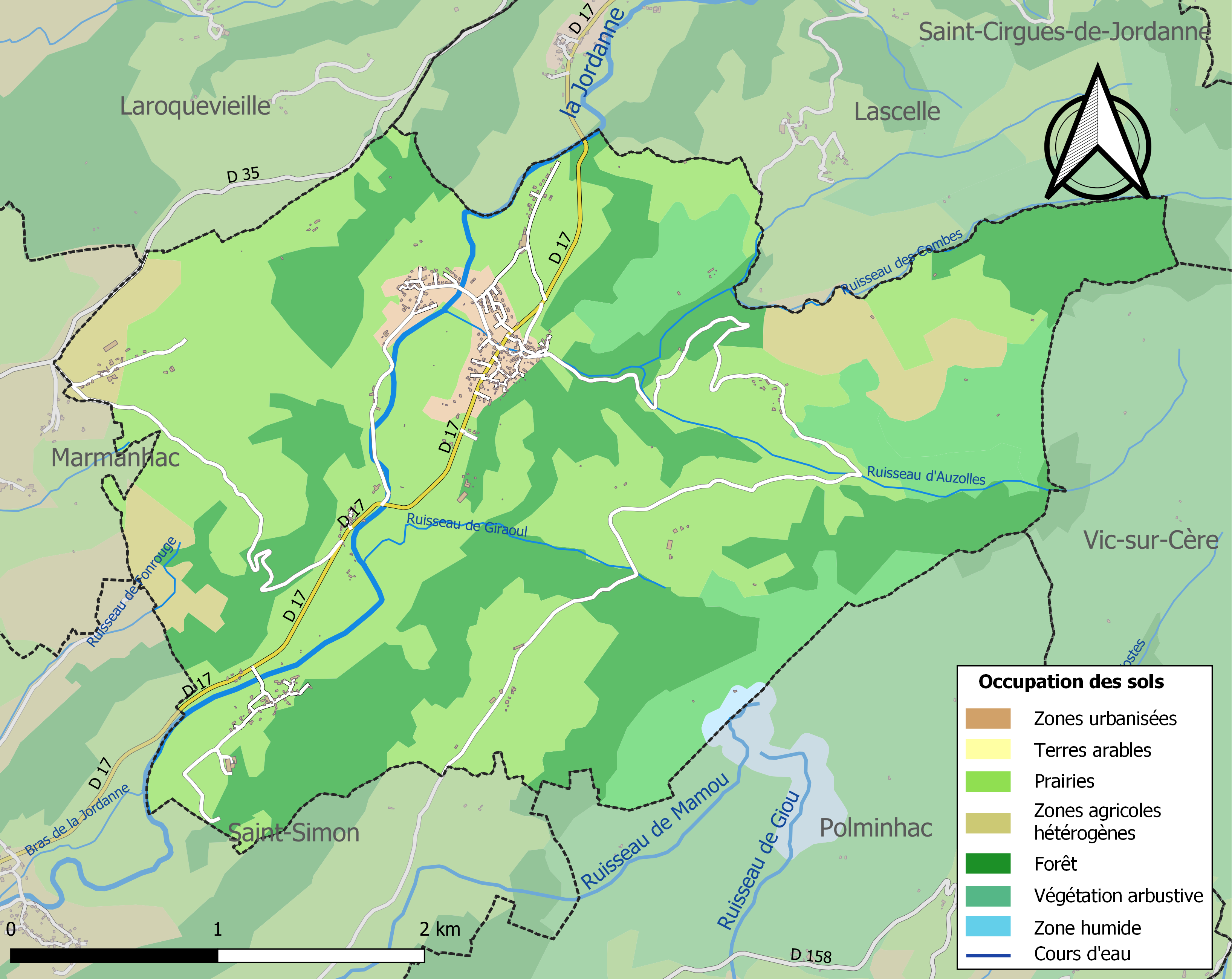
Carte des infrastructures et de l'occupation des sols de la commune en 2018 (CLC).

### Habitat et logement
En 2018, le nombre total de logements dans la commune était de 247, alors qu'il était de 225 en 2013 et de 206 en 2008.
Parmi ces logements, 75,8 % étaient des résidences principales, 13,6 % des résidences secondaires et 10,6 % des logements vacants. Ces logements étaient pour 95,8 % d'entre eux des maisons individuelles et pour 4,2 % des appartements.
Le tableau ci-dessous présente la typologie des logements à Velzic en 2018 en comparaison avec celle du Cantal et de la France entière. Une caractéristique marquante du parc de logements est ainsi une proportion de résidences secondaires et logements occasionnels (13,6 %) inférieure à celle du département (20,4 %) mais supérieure à celle de la France entière (9,7 %). Concernant le statut d'occupation de ces logements, 84,4 % des habitants de la commune sont propriétaires de leur logement (86,7 % en 2013), contre 70,4 % pour le Cantal et 57,5 pour la France entière.
| Typologie                                               | Velzic | Cantal | France entière |
| ------------------------------------------------------- | ------ | ------ | -------------- |
| Résidences principales (en %)                           | 75,8   | 67,7   | 82,1           |
| Résidences secondaires et logements occasionnels (en %) | 13,6   | 20,4   | 9,7            |
| Logements vacants (en %)                                | 10,6   | 11,9   | 8,2            |

## Histoire
La commune de Velzic dans le Cantal a été créé en 1874 par démembrement des hameaux des communes de Lascelle, Saint-Simon et Vic-sur-Cère (pour la section d'Auzolles) par Jean-Raymond Capelle de Puechjean, propriétaire du château de Clavières et de la tour de Falhiès.
Velzic était auparavant le siège d'une seigneurie ayant appartenu à la  famille de Fontanges, qui y possédait jusqu'à la Révolution un château dans le bourg actuel. Ce château a été démoli.
Pendant la Révolution française, la population paysanne devint rapidement hostile aux bourgeois d'Aurillac qui rachetaient tous les  biens nationaux et transformaient les anciennes redevances dues par les paysans qui étaient modiques (cens) en fermages avec des loyers élevés. Ces protestations contre l'accaparement de toutes les terres confisquées par la bourgeoisie des villes d'Aurillac, Vic, Maurs, Mauriac, etc., et contre la transformation des droits féodaux abolis en redevances locatives, seront qualifiées de Jacqueries paysannes et durement réprimées par les représentants du département et du district, en particulier dans la Chataîgneraie. Ainsi, à partir de janvier 1791, les autorités des municipalités de Saint-Illide et d'autres communes reçurent l'injonction de percevoir par la force les nouveaux fermages que les paysans refusaient de payer.
En 1791, le District d'Aurillac donnait un blâme à la municipalité de Lascelle parce qu'elle refusait d'arracher l'arbre de mai planté comme arbre de la liberté  sur la place du village de Velzic avec l'inscription : 

« La nation, la loi, le roi et les bons citoyens de Velzic.

Les aristocrates reviendront quand l'arbre refleurira. ».

## Politique et administration
| Période                                  | Période      | Identité              | Étiquette | Qualité                                         |
| ---------------------------------------- | ------------ | --------------------- | --------- | ----------------------------------------------- |
| Les données manquantes sont à compléter. |              |                       |           |                                                 |
| 1965                                     | 1995         | Firmin Laborie        | NI        | Fonctionnaire, Chevalier des Palmes Académiques |
| mars 2001                                | mars 2008    | Paul Vigne            |           |                                                 |
| mars 2008                                | juillet 2020 | Jean-Pierre Astruc    | PRG       | Retraité Fonction publique                      |
| juillet 2020                             | En cours     | Jean-François Barrier | PCF       | Agent RTE                                       |

## Démographie
L'évolution du nombre d'habitants est connue à travers les recensements de la population effectués dans la commune depuis 1876. Pour les communes de moins de 10 000 habitants, une enquête de recensement portant sur toute la population est réalisée tous les cinq ans, les populations de référence des années intermédiaires étant quant à elles estimées par interpolation ou extrapolation. Pour la commune, le premier recensement exhaustif entrant dans le cadre du nouveau dispositif a été réalisé en 2005.

En 2022, la commune comptait 402 habitants, en évolution de −4,29 % par rapport à 2016 (Cantal : −1,08 %, France hors Mayotte : +2,11 %).
| 1876 | 1881 | 1886 | 1891 | 1896 | 1901 | 1906 | 1911 | 1921 |
| ---- | ---- | ---- | ---- | ---- | ---- | ---- | ---- | ---- |
| 610  | 547  | 545  | 575  | 524  | 512  | 509  | 507  | 443  |

| 1926 | 1931 | 1936 | 1946 | 1954 | 1962 | 1968 | 1975 | 1982 |
| ---- | ---- | ---- | ---- | ---- | ---- | ---- | ---- | ---- |
| 390  | 370  | 392  | 380  | 331  | 356  | 326  | 371  | 359  |

| 1990 | 1999 | 2005 | 2006 | 2010 | 2015 | 2020 | 2022 | - |
| ---- | ---- | ---- | ---- | ---- | ---- | ---- | ---- | - |
| 364  | 378  | 400  | 397  | 394  | 422  | 404  | 402  | - |

## Culture locale et patrimoine

### Lieux et monuments
- Église du XIXe siècle, avec retable doré du XVIIIe siècle et belles statues. Cette église est dédiée à la Nativité de la Vierge. C'est improprement qu'un panneau fixé sur un mur extérieur de l'église la dénomme « Sainte Marie ».
- Château de Clavières date du XVIIe siècle, il appartenait à Pierre de Gagnac, magistrat aurillacois, puis à la famille Capelle de Puechjean et à la famille Tribier. Il ne doit pas être confondu avec deux autres châteaux du même nom, celui de Polminhac, ni avec celui de Clavières-Ayrens.
- La tour de Falhiès date du XIe siècle, en ruines depuis les années 1900, il n'en reste que les bases. Elle est située à 920 mètres d'altitude, avec une croix de pierre qui domine le plateau.
- Grottes du « Huguenot » ou de Fracor.
- Belle maison forte à Mousset (Fracor).
- Vieille maison à Lavergne-Nègre.
- Salle polyvalente Firmin-Laborie, 1 rue de Lavernière, 15590 Velzic.

### Personnalités liées à la commune
- Capitaine Monge, huguenot réfugié dans les grottes au-dessus de la Jordanne (XVIe siècle)
- Jean-Baptiste-Joseph de Fontanges, évêque de Lavaur (XVIIIe siècle)
- Guillaume de Lacarrière de La Tour de Falhiès, lieutenant général au Présidial d'Aurillac jusqu'à la Révolution, ami de La Fayette
- Arsène Lacarrière-Latour, de son vrai nom Arsène Lacarrière de La Tour de Falhiès, fondateur de la ville de Baton Rouge en Louisiane et héros de la guerre de 1814 contre les Anglais à la Nouvelle-Orléans.